# Nikodem Puzyna
Nikodem Puzyna herbu Oginiec (ur. 15 września 1753, zm. 22 października 1819) – biskup katolicki.

## Życiorys
Wyświęcony na księdza w 1776, 26 września 1814 mianowany biskupem pomocniczym wileńskim i tytularnym biskupem  Satala in Lydia, wyświęcony 24 czerwca 1817, kanonik koadiutor w 1775 roku, kanonik kapituły katedralnej wileńskiej w 1778 roku, oficjał generalny wileński.
Po wskrzeszeniu loży wolnomularskiej Litwin Gorliwy był jej pierwszym Mistrzem Katedry.
Odznaczony Orderem Orła Białego w 1793 roku. Odznaczony Orderem Świętego Stanisława w 1790 roku.